# Stor-Abborrtjärnen (Särna socken, Dalarna, 683129-136763)
Stor-Abborrtjärnen är en sjö i Älvdalens kommun i Dalarna och ingår i Dalälvens huvudavrinningsområde.